# Lady Douglas Island
Lady Douglas Island är en ö i Kanada.   Den ligger i provinsen British Columbia, i den sydvästra delen av landet, 3 800 km väster om huvudstaden Ottawa. Arean är 19,5 kvadratkilometer.
Terrängen på Lady Douglas Island är platt. Öns högsta punkt är 66 meter över havet. Den sträcker sig 5,4 kilometer i nord-sydlig riktning, och 6,7 kilometer i öst-västlig riktning.
Trakten runt Lady Douglas Island är nära nog obefolkad, med mindre än två invånare per kvadratkilometer.